# ڪ
الكاف المبسوطة أو المزخرفة ڪ حرف من الحروف الإضافية في الأبجدية العربية. يضاف هذا الحرف إلى الأبجدية العربية لترجمة بعض الأحرف الأجنبية ترجمة صوتية. وهو ضرب من حرف الكاف العربية يشبه في رسمه الكاف الكوفية العريضة. يسمى ڪاف بالسندية ويلفظ ‎[k]‏ مثل الكاف العربية، وهو الحرف الواحد والعشرون في اللغة العربية.
| وسم    | اسم                                                                       | رسم |
| ------ | ------------------------------------------------------------------------- | --- |
| U+06AA | arabic letter swash kaf (بالإنجليزية) lettre arabe kaf écrasé (بالفرنسية) | ڪ   |

## الكتابة
| الموقع من الكلمة: | معزول | بدائي | وسطي | نهائي |
| ----------------- | ----- | ----- | ---- | ----- |
| شكل الحرف:        | ڪ     | ڪـ    | ـڪـ  | ـڪ    |